# Trofeo NHK 2014
El Trofeo NHK 2014 fue la sexta competición del Grand Prix de patinaje artístico sobre hielo de la temporada 2014-2015. Tuvo lugar en Osaka, Japón, entre el 28 y el 30 de noviembre de 2014. Organizada por la federación de patinaje sobre hielo de Japón, la competición sirvió de clasificatorio para la final del Grand Prix.

## Resultados

### Patinaje individual masculino
| Clasificación | Nombre           | País           | Total  | Programa corto | Programa corto | Programa libre | Programa libre |
| ------------- | ---------------- | -------------- | ------ | -------------- | -------------- | -------------- | -------------- |
| 1             | Daisuke Murakami | Japón          | 246,07 | 3              | 79,68          | 1              | 166,39         |
| 2             | Serguéi Voronov  | Rusia          | 236,65 | 4              | 78,93          | 2              | 157,72         |
| 3             | Takahito Mura    | Japón          | 234,44 | 1              | 86,28          | 4              | 148,16         |
| 4             | Yuzuru Hanyu     | Japón          | 229,80 | 5              | 78,01          | 3              | 151,79         |
| 5             | Jeremy Abbott    | Estados Unidos | 229,65 | 2              | 81,51          | 5              | 148,14         |
| 6             | Elladj Baldé     | Canadá         | 212,50 | 7              | 67,50          | 6              | 145,00         |
| 7             | Ross Miner       | Estados Unidos | 205,36 | 10             | 63,36          | 7              | 142,00         |
| 8             | Jeremy Ten       | Canadá         | 203,27 | 8              | 65,81          | 8              | 137,46         |
| 9             | Kim Jin-seo      | Corea del Sur  | 197,20 | 9              | 65,69          | 9              | 131,51         |
| 10            | Ivan Righini     | Italia         | 196,22 | 6              | 70,27          | 10             | 125,95         |
| 11            | Joshua Farris    | Estados Unidos | 169,88 | 11             | 58,35          | 11             | 111,53         |

### Patinaje individual femenino
| Clasificación | Nombre               | País           | Total  | Programa corto | Programa corto | Programa libre | Programa libre |
| ------------- | -------------------- | -------------- | ------ | -------------- | -------------- | -------------- | -------------- |
| 1             | Gracie Gold          | Estados Unidos | 191,16 | 1              | 68,16          | 1              | 123,00         |
| 2             | Aliona Leonova       | Rusia          | 186,40 | 2              | 68,11          | 3              | 118,29         |
| 3             | Satoko Miyahara      | Japón          | 179,02 | 4              | 60,69          | 2              | 118,33         |
| 4             | Kanako Murakami      | Japón          | 173,09 | 3              | 64,38          | 7              | 108,71         |
| 5             | Riona Kato           | Japón          | 168,38 | 8              | 50,87          | 4              | 117,51         |
| 6             | Gabrielle Daleman    | Canadá         | 164,74 | 7              | 53,46          | 6              | 111,28         |
| 7             | Li Zijun             | China          | 162,90 | 5              | 56,44          | 8              | 106,46         |
| 8             | Polina Edmunds       | Estados Unidos | 161,79 | 11             | 48,96          | 5              | 112,83         |
| 9             | Christina Gao        | Estados Unidos | 147,51 | 6              | 54,86          | 10             | 92,65          |
| 10            | Elene Gedevanishvili | Georgia        | 142,96 | 9              | 50,18          | 9              | 92,78          |
| 11            | Anna Ovcharova       | Suiza          | 132,32 | 12             | 45,83          | 11             | 86,49          |
| 12            | Anne Line Gjersem    | Noruega        | 125,17 | 10             | 49,09          | 12             | 76,08          |

### Patinaje en pareja
| Clasificación | Nombre                            | País           | Total  | Programa corto | Programa corto | Programa libre | Programa libre |
| ------------- | --------------------------------- | -------------- | ------ | -------------- | -------------- | -------------- | -------------- |
| 1             | Meagan Duhamel / Eric Radford     | Canadá         | 199,78 | 1              | 72,70          | 1              | 127,08         |
| 2             | Yuko Kavaguti / Aleksandr Smirnov | Rusia          | 183,60 | 2              | 64,60          | 3              | 119,00         |
| 3             | Yu Xiaoyu / Jin Yang              | China          | 182,00 | 3              | 60,15          | 2              | 121,85         |
| 4             | Vera Bazarova / Andréi Deputat    | Rusia          | 165,70 | 4              | 59,62          | 4              | 106,08         |
| 5             | Mari Vartmann / Aaron Van Cleave  | Alemania       | 145,36 | 5              | 48,39          | 5              | 96,97          |
| 6             | DeeDee Leng / Simon Shnapir       | Estados Unidos | 138,24 | 6              | 45,91          | 6              | 92,33          |
| 7             | Narumi Takahashi / Ryuichi Kihara | Japón          | 131,26 | 7              | 45,35          | 7              | 85,91          |

### Danza sobre hielo
| Clasificación | Nombre                                  | País           | Total  | Danza corta | Danza corta | Danza libre | Danza libre |
| ------------- | --------------------------------------- | -------------- | ------ | ----------- | ----------- | ----------- | ----------- |
| 1             | Kaitlyn Weaver / Andrew Poje            | Canadá         | 169,42 | 1           | 67,51       | 1           | 101,91      |
| 2             | Ksenia Monko / Kiril Jaliavin           | Rusia          | 152,54 | 3           | 59,70       | 2           | 92,84       |
| 3             | Kaitlin Hawayek / Jean-Luc Baker        | Estados Unidos | 146,41 | 4           | 58,50       | 3           | 87,91       |
| 4             | Nelli Zhiganshina / Alexander Gazsi     | Alemania       | 138,41 | 6           | 54,13       | 4           | 84,28       |
| 5             | Penny Coomes / Nicholas Buckland        | Reino Unido    | 137,88 | 2           | 60,49       | 6           | 77,39       |
| 6             | Cathy Reed / Chris Reed                 | Japón          | 130,88 | 7           | 50,55       | 5           | 80,33       |
| 7             | Victóriya Sinitsina / Nikita Katsalapov | Rusia          | 122,31 | 5           | 54,94       | 8           | 67,37       |
| 8             | Emi Hirai / Marien de la Asunción       | Japón          | 112,04 | 8           | 44,38       | 7           | 67,66       |